# Nationaal park Tzoumerka, Acheloösvallei, Agrafa en Meteora
Het Nationaal park Tzoumerka, Acheloösvallei, Agrafa en Meteora (Grieks: Εθνικό Πάρκο Τζουμέρκων, Κοιλάδας Αχελώου, Αγράφων και Μετεώρων, Éthniko párko Tzoumérkon, Koiládas Achelóon, Agráfon kai Meteóron) is een nationaal park in Griekenland. Het is 3 379,94 km2 groot. Het omvat het westelijke en zuidelijke deel van het Pindosgebergte.
Het park werd opgericht in 2018 als uitbreiding van het (in 2009 gestichte) Nationaal park Tzoumerka, Peristeri en Arachthoskloof (Grieks: Εθνικό Πάρκο Τζουμέρκων, Περιστερίου και χαράδρας Αράχθου, Ethnikó párko Tzoumérkon, Peristeríou kai Charádras Arachthou). Dat vroegere park werd in 2018 uitgebreid met de vallei van de Acheloös, het Ágrafa-bergmassief en het kloosterrijke berggebied Meteora. Het nationaal park omvat nu gebieden in de regio's Epirus, Thessalië, Centraal-Griekenland, West-Griekenland.
Het gebied omvat onder andere bergen, bossen (zwarte den, laurier, steeneik)  en kloven. In de verschillende habitats van het park groeien meer dan 700 plantensoorten, waaronder vele endemisch (Solenanthus albanicus, Seseli parnassicum, Allium parnassicum). Er leven 7 vissoorten (forel), 21 reptielensoorten (spitssnuitadder) en 10 amfibieënsoorten (geelbuikvuurpad, Griekse beekkikker) In het park leven bruine beer, otter, wilde kat, wolf gems, ree en 7 soorten vleermuis. Er komen ook 145 vogelsoorten voor waaronder kleine torenvalk, torenvalk, slechtvalk, steenarend, vale gier en aasgier.
Dertien gebieden in het park behoren tot het Europese Natura 2000-netwerk; zes gebieden zijn een Important Bird Area.

## Afbeeldingen

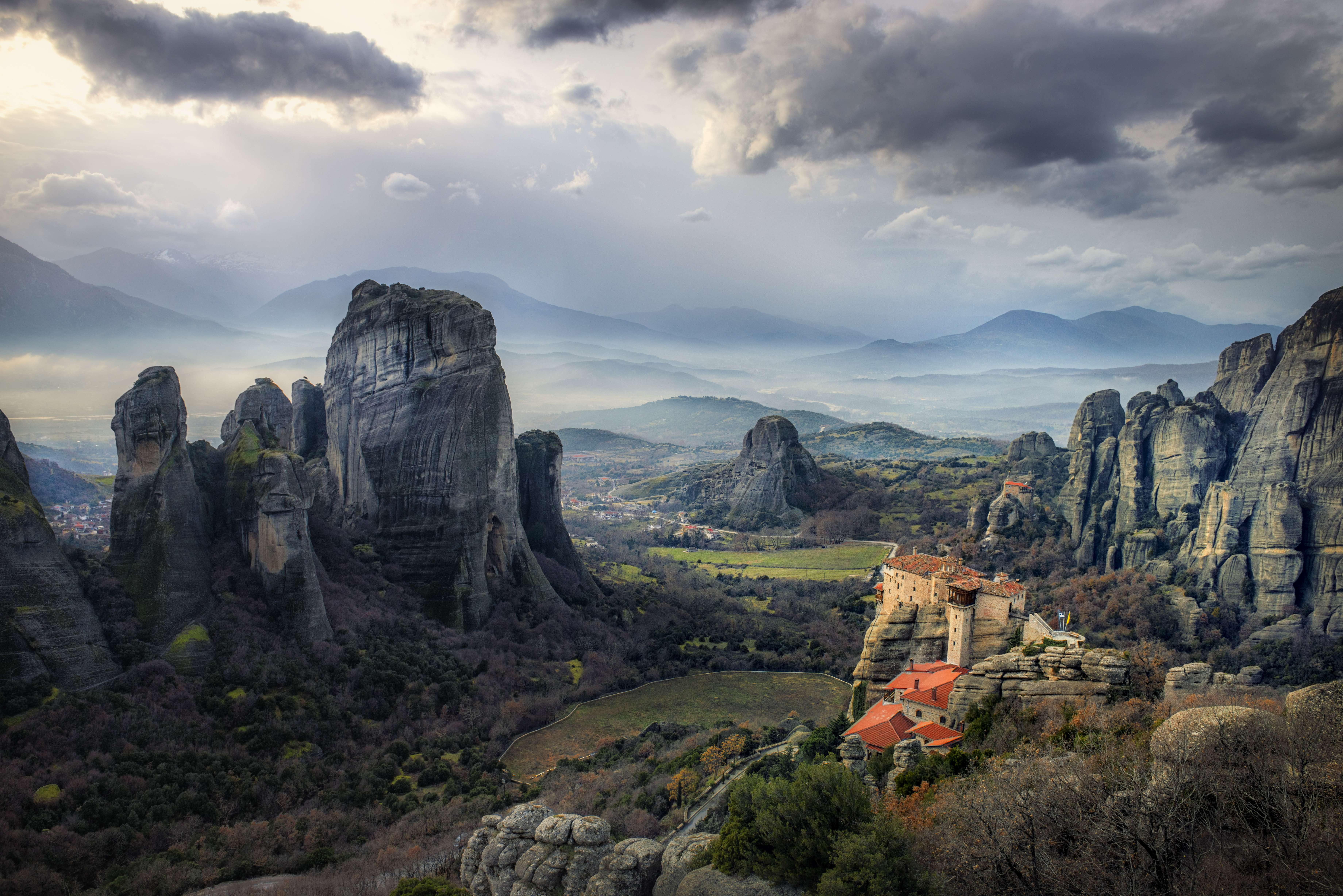
Meteora
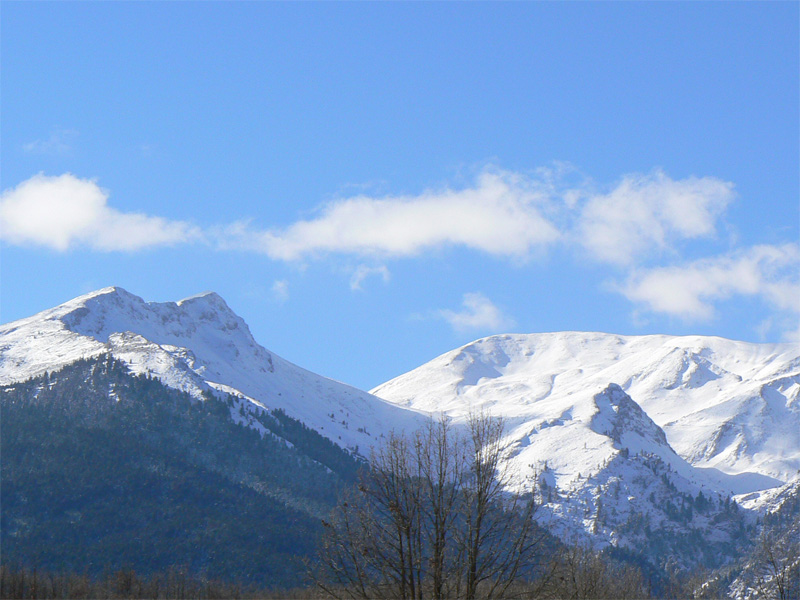
Agrafa-massief
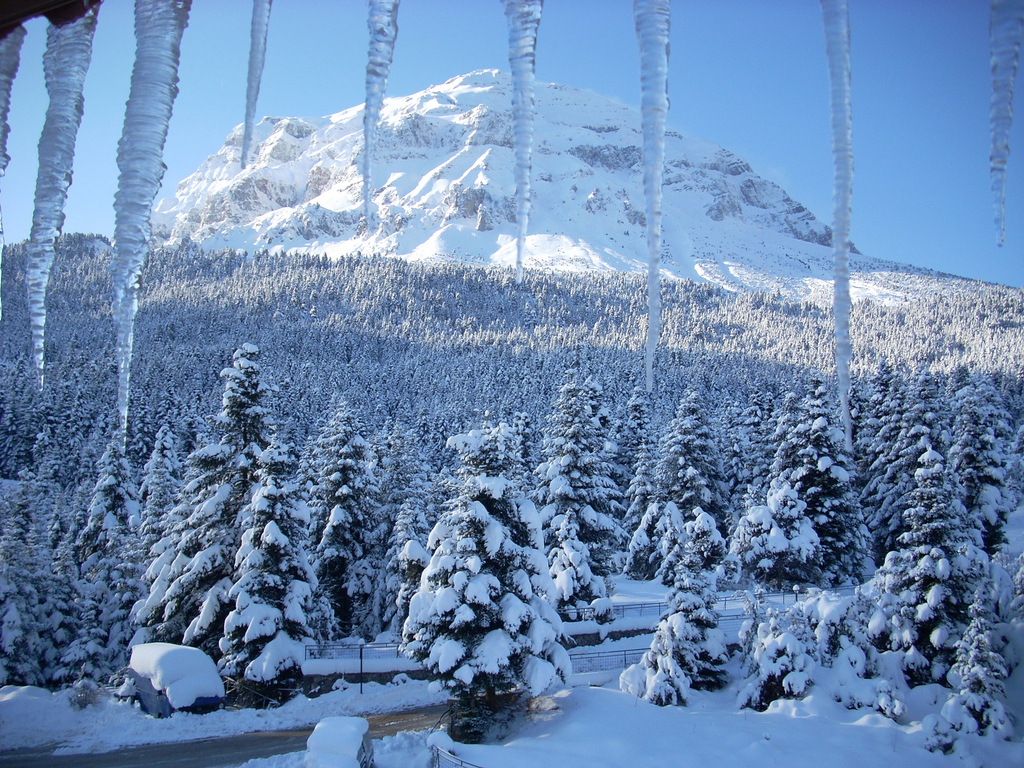
Strogula
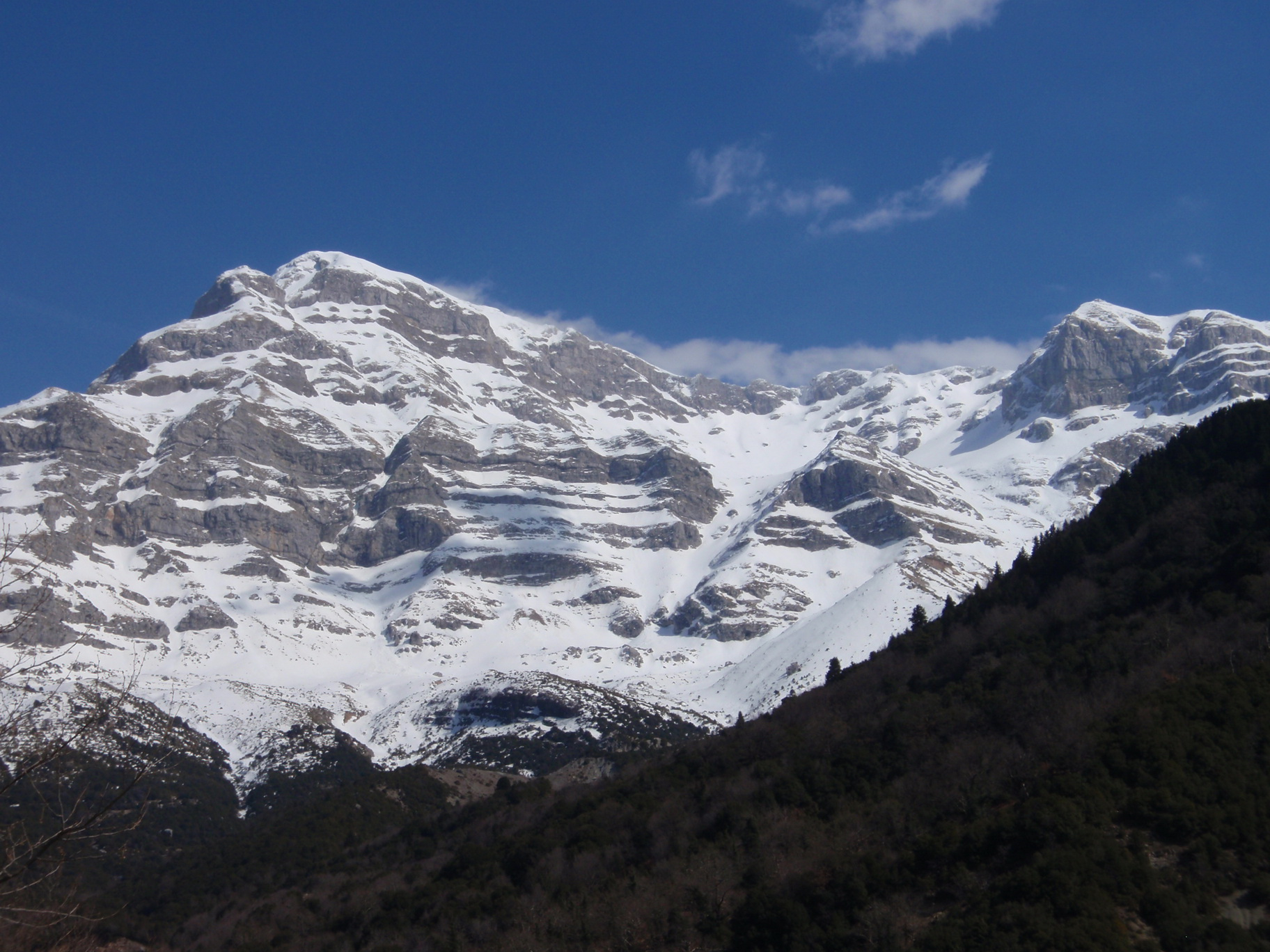
Tzoumerka